# 올가 프레오브라젠스카
올가 프레오브라젠스카(러시아어: Ольга Преображенская 올가 프레오브라젠스카야[*], 영어: Olga Preobrajenska, 1871년 1월 21일 ~ 1962년 12월 27일)는 러시아의 발레리나이다. 러시아 제국 발레단의 대표 발레 무용수이자 발레 교사였다.